# Stendardo con Resurrezione di Cristo e Ultima Cena
Lo stendardo con Resurrezione di Cristo e Ultima Cena è uno stendardo olio su tela di Tiziano realizzato nel 1542-1544 e conservato a Urbino nella collezione della Galleria nazionale delle Marche.

## Storia
L'opera era stata commissionata come stendardo processionale per la festa del Corpus Domini dalla confraternita di Urbino. Lo stendardo fu realizzato da Tiziano nella sua bottega veneziana, consegnato e pagato, come da documentazione ancora presente, nel giugno del 1544, in occasione della festività religiosa. Il primo pagamento risulta risalire al 2 dicembre 1542 di venti ducati d'oro, e consegnato il 1º giugno 1544 quando risulta il pagamento di 25 bolognini per le spese di trasporto dell'opera.
Già l'anno successivo fu diviso in due tele modificate dal pittore Pietro Viti figlio di Timoteo, ed esposte ai lati del presbiterio dell'antica chiesa mariana di Pian di Mercato dove aveva la sede la confraternita del Corpus Domini, e dove risulta fossero presenti ancora nel 1647 dalla relazione del sacerdote Lattanzio Valentini. L'artista completò i due teli definendone i bordi con un fregio a candelabra su fondo oro. La chiesa fu demolita e sostituita con il palazzo voluto dal papa Clemente XI e le due tele furono portate nella nuova sede della confraternita presso la chiesa di San Francesco di Paola nel 1708. L'opera aveva avuto molto successo tanto che il soggetto fu ripetuto varie volte nella bottega di Tiziano, così come nei lavori di Simone Peterzano, alunno dell'artista, ben visibile nel dipinto della Resurrezione di Cristo del 1572 conservato in collezione privata.
Le tele furono oggetto di un importante restauro nel 2018 a cura dell'Istituto Superiore per la Conservazione e il Restauro di Roma che ha ridato l'originale vivacità dei colori e la loro lucentezza, riportando all'attenzione anche le cornici originali di Tiziano che erano poi state coperte dal Viti.

## Descrizione e stile
Le due tele dello stendardo raffigurano:
- Resurrezione di Cristo, nell'esatto momento in quei questi si eleva al cielo con lo stupore delle guardie che dormivano accanto al sepolcro. Lo stemma argentato raffigurato sullo scudo del soldato permette la ricostruzione della committenza. Lo scudo è parzialmente coperto dal soldato dormiente e raffigura uno scaglione e tre stelle mariane che riporterebbero alla famiglia Santucci, vi era infatti tra i confratelli un certo Lodovico Santucci, a conferma l'aquila bicipite araldica dipinta sullo scudo di un altro soldato, riporterebbe alla dinastia asburgica. I Santucci erano legati agli Asburgo da quando un membro della famiglia, Gerolamo, era stato nominato nel Quattrocento, nunzio apostolico in Germania da papa Sisto IV. L'evento della resurrezione si divide in due parti, in quello inferiore vi sono i soldati posti a custodia del sarcofago in movimenti convulsi. Questa parte è stata realizzata da linee oblique che danno maggior drammatica al momento. La parte superiore raffigura solo Cristo benedicente che sale verso il cielo che albeggia. La tela rappresenta qual periodo di crisi di Tiziano conosciuta come crisi manieristica per l'avvento a Venezia di artisti come il Vasari e Francesco Salviati. Vi sono ritrovate, durante il restauro, i disegni preparatori, in particolare dedicate al braccio del Risorto, e alcune variazioni proprio sul drappo che lo avvolge.[2]

- Ultima cena, proprio per la caratteristica d'essere stendardo, è stato realizzato in modo verticale e la tavola posta diagonale alla tela. Questa è imbandita anche di ricca natura morta. La scena si svolge in un ambiente chiuso ma dalle cui aperture ad arco e bifore si intravede un fabbricato circolare che riporta alle raffigurazioni del Bramante.[1]